# 原田葵
原田 葵（はらだ あおい、2000年5月7日 - ）は、フジテレビアナウンサー、女性アイドルグループ・櫻坂46（欅坂46）の元メンバー。

## 来歴

### アイドル時代
2015年8月21日、鳥居坂46改め欅坂46の1期生オーディションに合格。2016年4月6日、欅坂46の1stシングル『サイレントマジョリティー』でCDデビュー。同年11月30日、欅坂46の3rdシングル『二人セゾン』で初のフロントを務める。
2018年5月3日、学業への専念のため一時活動を休止することを発表。2019年7月5日、同日開催の「欅共和国2019」より活動を再開することを発表。
2022年1月29日、自身のブログにて櫻坂46の4thシングル『五月雨よ』の活動をもってグループを卒業することを発表。同年5月7日、自身の22歳の誕生日にInstagramアカウントを開設。2022年6月11日開催の4thシングル発売記念オンラインミート&グリートをもって櫻坂46としての活動を終了。
2022年7月24日に富士急ハイランドコニファーフォレストで行われた「W-KEYAKI FES. 2022」最終日において、1stアルバムの活動をもって卒業する予定の尾関梨香とともに、卒業セレモニーを開催する予定であったが、一部、櫻坂46メンバーの新型コロナウイルス陽性反応により中止が決定。卒業セレモニーは8月20日に富士急ハイランドコニファーフォレストで代替開催されることが発表された。
卒業セレモニーでは、学業専念のため一時期休業（2018年5月～2019年7月）し、その後、学業とアイドル活動を両立した日々を「よくやりきったな」と振り返りつつ、「学業をしながらの活動は一人では出来なかった」と感謝を伝えた。
吉祥女子中学校・高等学校を経て、2023年3月に法政大学社会学部メディア社会学科を卒業した。卒業式では司会も務めた。
「欅って、書けない?」で行われた欅坂46メンバーの学力テストでは、初回（2016年）は長濱ねる、米谷奈々未に次ぐ3位であった。2期生加入後かつ原田自身の活動再開後である2019年8月に行われた2回目では1位となり（長濱、米谷はこの時点で卒業済み）、櫻坂46に改名後の2021年6月に「そこ曲がったら、櫻坂?」で行われた「櫻坂46初代インテリ女王決定戦」（欅坂時代から通算で3回目）ではペーパーテストで1位（5教科計100点満点中86点）、ペーパーテスト上位5名で争われた早押しクイズでも優勝し、初代インテリ女王（欅坂2回目に続き連覇）となった。

### フジテレビアナウンサー時代
就職活動ではアナウンサーを目指して、フジテレビとテレビ朝日の両局の採用試験で合格内定し、2023年4月、フジテレビにアナウンサーとして入社した。同期のアナウンサーは東中健。
2023年6月19日より、『めざましテレビ』の月曜日の「ココ調」（ココまで調べてみました!）リポーター、木曜日のフィールドキャスターとしてレギュラー出演を開始し、本格的にアナウンサーとしてデビューを果たした。同年10月26日より、昼の帯番組『ぽかぽか』の木曜日進行アナウンサーとしてレギュラー出演している。「放送開始時から観ており、番組に携わりたかった」とコメントしている。
2024年8月2日～4日に東京・お台場の青海周辺エリアで行われたアイドルフェス「TOKYO IDOL FESTIVAL 2024」の開催に先駆け、同年7月24、31日にフジテレビで放送されたアイドルフェス音楽番組「TIF presents ONE SONG FES.」では「TIF2024」のチェアマンを務める長濱ねる（元けやき坂46（現・日向坂46）、元欅坂46（現・櫻坂46））がMCを原田が進行を担当して共演した。

## 人物
- 「葵」の名前の由来について、2023年8月18日公開の「めざましテレビチャンネル～100の質問～」にて、「（出生時には）家族は京都に住んでいて、５月生まれであることから、同月に京都で行われる伝統行事の葵祭にちなんで名付けられた」と答えている[33]。
- あだ名は「あおたん」「あちゃ」[33]。また「ゴボウちゃん」とも呼ばれている。これは欅坂46で同じメンバーだった齋藤冬優花が、ドラマの撮影現場での空き時間に、立っている原田の脚をふと見たところ、とても細くて真っすぐだったため「ゴボウちゃん」と名付けた。
- 関西育ちのため、関西弁を少しだけ話すことがある[33]。
- 身長156cm[2]。
- 血液型はAB型[2]。
- 趣味は旅行、カメラ撮影[33]、料理[34]、お菓子作り[35]。
- 世界遺産巡りに興味があり、2021年に世界遺産検定２級を取得[36]。
- 好きな食べ物はおにぎり[33]、豚汁、激辛料理。
- 好きな都道府県は京都で、「都会だけど田舎みたいなところが好き」という[33]。
- 特技は早着替え、暗算。
- 長所は元気で素直で明るいところ。短所は雑であるところ[33]。性格は優柔不断で、頑固である[33]。
- 座右の銘は「一期一会」[33]。
- グループ加入前まで、10年間、バレエを習っていた[7]。
- 家族は両親と弟がいる[33]。母と仲がいい[33]。家族でよくすることはスポーツ観戦で、野球などを観に行く[33]。父親の影響で中日ドラゴンズのファンである[37][38]。

- アナウンサーになった理由は、「FNS歌謡祭の永島優美さんの姿を見て、アナウンサーってカッコイイなと思った」ことがきっかけである[33]。
- 広島ホームテレビアナウンサーの岡本愛衣は、大学時代からの友人[39]。

## 作品

### シングル
欅坂46
- サイレントマジョリティー（2016年4月6日、SRCL-9035/41） - EAN 4988009125916。
- 手を繋いで帰ろうか（2016年4月6日、SRCL-9035/41） - EAN 4988009125930。
- キミガイナイ（2016年4月6日、 SRCL-9041） - EAN 4988009125954。
- 世界には愛しかない（2016年8月10日、SRCL-9147/53） - EAN 4988009130835。
- 語るなら未来を…（2016年8月10日、SRCL-9147/52） - EAN 4988009130835。
- 二人セゾン（2016年11月30日、SRCL-9267/73） - EAN 4547366279375。
- 大人は信じてくれない（2016年11月30日、SRCL-9267/73） - EAN 4547366279375。
- 制服と太陽（2016年11月30日、SRCL-9267/8） - EAN 4547366279375。
- 不協和音（2017年4月5日、SRCL-9394/402） - EAN 4547366301250。
- W-KEYAKIZAKAの詩（2017年4月5日、SRCL-9394/402） - EAN 4547366301274。
- エキセントリック（2017年4月5日、SRCL-9402） - EAN 4547366301298。
- 風に吹かれても（2017年10月25日、SRCL-9581/9） - EAN 4547366331639。
- 避雷針（2017年10月25日、SRCL-9585/6） - EAN 4547366331653。
- ガラスを割れ!（2018年3月7日、SRCL-9736/44） - EAN 4547366350272。
- もう森へ帰ろうか?（2018年3月7日、SRCL-9736/44） - EAN 4547366350265。
- 誰がその鐘を鳴らすのか?（2020年8月21日）

櫻坂46
- なぜ 恋をして来なかったんだろう?（2020年12月9日、SRCL-11620/8） - EAN 4547366481594。
- Plastic regret（2020年12月9日、SRCL-11622/3） - EAN 4547366481600。
- 偶然の答え（2021年4月14日、SRCL-11748/56） - EAN 4547366498608。
- Microscope（2021年4月14日、SRCL-11752/3） - EAN 4547366498622。
- 櫻坂の詩（2021年4月14日、SRCL-11756） - EAN 4547366498646。
- ソニア （2021年10月13日、SRCL-11920/1） - EAN 4547366524567。
- Dead end（2021年10月13日、SRCL-11920/8） - EAN 4547366524567。
- 僕のジレンマ（2022年4月6日、SRCL-12130/8） - EAN 4547366549829。
- I'm in（2022年4月6日、SRCL-12130/1） - EAN 4547366549829。
- 車間距離（2022年4月6日、SRCL-12136/7） - EAN 4547366549850。

### アルバム
欅坂46
- 真っ白なものは汚したくなる（2017年7月19日、SRCL-9482/8） - EAN 4547366318470。
- 永遠より長い一瞬 〜あの頃、確かに存在した私たち〜（2020年10月7日、SRCL-11510/6） - EAN 4547366450224。

### 映像作品
- 原田葵（2016年4月6日） - EAN 4988009125930。
- 原田葵（2016年8月10日） - EAN 4988009130811。
- 原田葵（2016年11月30日） - EAN 4547366279382。
- KEYABINGO!（2017年1月27日） - EAN 4988021715010。
- 原田葵（2017年4月5日） - EAN 4547366301250。
- 徳山大五郎を誰が殺したか?（2017年6月7日） - EAN 4517331036388。
- グループ発展祈願の旅 〜埼玉編〜（2017年10月25日） - EAN 4547366331653。
- 残酷な観客達（2017年11月29日） - EAN 4988021715553。
- KEYABINGO!2（2017年12月22日） - EAN 4988021715522。
- 原田葵 自撮りTV（2018年3月7日） - EAN 4547366350265。
- KEYABINGO!3（2018年6月29日） - EAN 4988021715874。
- 欅共和国2017（2018年9月26日） - EAN 4547366376791。
- 欅坂46 LIVE at 東京ドーム 〜ARENA TOUR 2019 FINAL〜（2020年1月29日）- EAN 4547366438758。
- 欅共和国2019（2020年8月12日） - EAN 4547366462937。
- 欅坂46 ANNIVERSARY LIVE Director's Cut Collection（2020年10月7日） - EAN 4547366450224。
- 欅坂46 ARENA TOUR Director's Cut Collection（2020年10月7日） - EAN 4547366450231。
- KEYAKIZAKA46 Live Online, but with YOU!（2020年12月9日）- EAN 4547366481594, EAN 4547366481600。
- 僕たちの嘘と真実 Documentary of 欅坂46（2021年2月3日） - EAN 4988104127983。
- 欅坂46 THE LAST LIVE（2021年3月24日） - EAN 4547366496833。
- 櫻坂46 デビューカウントダウンライブ!!（2021年4月14日） - EAN 4547366498608。
- Making of デビューカウントダウンライブ!!（2021年4月14日） - EAN 4547366498615。
- 原田葵×武元唯衣 SAKURA BANASHI 〜いま、話したいこと〜（2021年4月14日） - EAN 4547366498615。
- Sakurazaka46 BACKS LIVE!! 〜Center Performance Collections〜（2021年10月13日） - EAN 4547366524567, EAN 4547366524574, EAN 4547366524581, EAN 4547366524598。
- 上村莉菜×尾関梨香×原田葵 SAKURA MEGURI（2021年10月13日） - EAN 4547366524598。
- Sakurazaka46 3rd Single BACKS LIVE!! 〜Center Performance Collections〜 （2022年4月6日）- EAN 4547366549836, EAN 4547366549843, EAN 4547366549850。
- Sakurazaka46 1st TOUR 2021 FINAL at さいたまスーパーアリーナ（2022年8月3日） - EAN 4547366567960。
- W-KEYAKI FES. 2021 -DAY1- at 富士急ハイランド コニファーフォレスト（2022年8月3日） - EAN 4547366567977。

## 出演番組

### フジテレビアナウンサー時代

#### レギュラー
レギュラー出演番組・キャスター名（地上波）
| 期間                                                          | 期間       | 月曜日                                                 | 火曜日                              | 水曜日                             | 木曜日                                            | 金曜日                         | 土・日曜日 |
| ------------------------------------------------------------- | ---------- | ------------------------------------------------------ | ----------------------------------- | ---------------------------------- | ------------------------------------------------- | ------------------------------ | ---------- |
| 2023.6.19                                                     | 2023.10.20 | めざましテレビ 『ココ調』リポーター・ 『イマドキ』進行 | （なし）                            | （なし）                           | めざましテレビ フィールドキャスター               | （なし）                       | （なし）   |
| 2023.7.17                                                     | 2023.7.28  | めざましテレビ 情報キャスター1・ 『ココ調』リポーター  | （なし）                            | （なし）                           | めざましテレビ フィールドキャスター               | （なし）                       | （なし）   |
| 2023.7.31                                                     | 2023.9.1   | めざましテレビ 情報キャスター1・ 『ココ調』リポーター  | （なし）                            | めざましテレビ エンタメキャスター1 | めざましテレビ フィールドキャスター               | （なし）                       | （なし）   |
| 2023.9.4                                                      | 2023.10.20 | めざましテレビ 情報キャスター1・ 『ココ調』リポーター  | （なし）                            | めざましテレビ エンタメキャスター1 | めざましテレビ フィールドキャスター               | めざましテレビ 情報キャスター1 | （なし）   |
| 2023.10.23                                                    | 2023.3.31  | めざましテレビ 情報キャスター1・ 『ココ調』リポーター  | （なし）                            | めざましテレビ エンタメキャスター1 | めざましテレビ フィールドキャスターぽかぽか 進行1 | めざましテレビ 情報キャスター1 | （なし）   |
| 2024.4.1                                                      | 2024.9.27  | めざましテレビ 情報キャスター1・ 『ココ調』リポーター  | めざましテレビ フィールドキャスター | めざましテレビ エンタメキャスター1 | ぽかぽか 進行                                     | めざましテレビ 情報キャスター1 | （なし）   |
| 2024.9.30                                                     | 現在       | めざましテレビ 情報キャスター1・ 『ココ調』リポーター  | （なし）                            | めざましテレビ エンタメキャスター1 | ぽかぽか 進行                                     | めざましテレビ 情報キャスター1 | （なし）   |
| 備考 - 1 病気療養中の渡邊渚の代行 - 2病気療養中の渡邊渚の後任 |            |                                                        |                                     |                                    |                                                   |                                |            |

- MONDAY FOOTBALL みんなのJ（2024年4月2日 - ）

#### その他
- 一日警察署長 武蔵野警察署（2024年4月6日）[40]
- Nintendo Switch ミステリーの歩き方（2024年12月12日発売） - キャスター 役（声の出演）[41]。

### 櫻坂46時代

#### テレビドラマ
- 徳山大五郎を誰が殺したか?（2016年7月17日 - 10月2日、テレビ東京） - 原田葵 役[42]。
- 残酷な観客達（2017年5月18日 - 7月20日、日本テレビ） - 浜野楓 役[43]。

#### バラエティ
- クイズプレゼンバラエティー Qさま!!（2019年8月19日 - 、テレビ朝日） - 不定期出演。
- くりぃむクイズ ミラクル9（2019年11月20日 - 、テレビ朝日） - 不定期出演。
- ネプリーグ（フジテレビ)
  - 2023年7月24日 ファイブリーグチャレンジ
  - 2023年12月11日 常識期末テスト2023
  - 2024年3月25日 女子アナ常識期末テスト2024
  - 2024年4月29日 ネプリーグチーム
  - 2024年8月12日 各局出身アナ常識格付けテスト!
  - 2025年3月17日　各局出身アナ常識格付けテスト!

### フジテレビアナウンサー時代
- めざましテレビ
  - 渡邊渚体調不良時の代理情報キャスター（2023年7月10日・17日・24日・31日・8月7日・14日・21日・28日・9月4日・11日・15日・18日・22日・25日・29日・10月2日・6日・9日・13日・16日・20日）
  - 渡邊渚体調不良時の代理エンタメキャスター（2023年8月2日・9日・16日・23日・30日・9月6日・13日・20日・10月4日・11日）
  - 情報キャスター代行（2023年9月26日 - 28日・10月11日・12日・17日 - 19日・24日） - メーンキャスターの井上清華の欠席により、藤本万梨乃が代行したため。
  - メーンキャスター代行（2025年2月24日・28日・5月19日・24日） - 井上清華の欠席のため。
  - 藤本万梨乃休暇時の代理情報キャスター(2025年3月18日・7月29日)
- ねる、取材行ってきます〜TOKYO アイドルタイムズ〜（2023年8月4日）[注 1]
- オールナイトフジコ（2023年9月16日） - 佐野瑞樹の代役[45]
- 爆笑そっくりものまね紅白歌合戦（2023年10月7日・2024年6月15日）
  - 両回とも司会陣の一員で出演。またものまね演者としても、2023年10月7日放送回は先輩の杉原千尋・藤本万梨乃・岸本理沙と共に新しい学校のリーダーズの楽曲『オトナブルー』を[46]、2024年6月15日放送回は先輩の杉原・藤本・小室瑛莉子・岸本と共にNewJeansの楽曲『Ditto』を[47]それぞれ披露している。
- 坂道の向こうには青空が広がっていた。（2023年10月18日） - ナレーション
- 時効の裏話を解禁!アブない同窓会（2024年9月7日） - 進行[48]